# Чорний Валерій Вікторович
Валерій Вікторович Чорний (9 травня 1969, Оренбург, СРСР) — радянський і російський хокеїст, нападник. Майстер спорту Росії міжнародного класу.

## Біографічні відомості
Вихованець оренбурзької хокейної школи. В шістнадцять років почав виступати за команду майстрів з другої ліги «Південний Урал» (Орськ, Оренбурзька область). 1987 року перейшов до харківського «Динамо». У першому сезоні українська команда здобула путівку до вищої ліги і два наступних провела в еліті радянського хокею. З 1989 року — повноцінний гравець основи. Всього провів за харків'ян 124 матчі (29+20), у тому числі у вищій лізі — 34 (3+7).
Більшу частину ігрової кар'єри захищав кольори московського «Динамо». Двічі ставав чемпіоном Міжнаціональної хокейної ліги, фіналістом Кубка Європи (1992, 1993) і переможцем декількох міжнародних турнірів. За «динамівців» у чемпіонатах СРСР, МХЛ і Росії провів 295 матчів (59+64). Також виступав за «Кур» (Швейцарія), «Войєнс Лайонс» (Данія), «Крила Рад» (Москва), ЦСКА (Москва) і МДУ (Москва).

## Досягнення
- Чемпіон МХЛ (2): 1993, 1995
- Віце-чемпіон МХЛ (1): 1994
- Віце-чемпіон Росії (1): 1999

## Статистика
| Сезон               | Клуб                     | Ліга                | Регулярний сезон | Регулярний сезон | Регулярний сезон | Регулярний сезон | Регулярний сезон | Плей-оф | Плей-оф | Плей-оф | Плей-оф | Плей-оф |
| Сезон               | Клуб                     | Ліга                | І                | Г                | П                | О                | ШХ               | І       | Г       | П       | О       | ШХ      |
| ------------------- | ------------------------ | ------------------- | ---------------- | ---------------- | ---------------- | ---------------- | ---------------- | ------- | ------- | ------- | ------- | ------- |
| 1985-86             | «Південний Урал» (Орськ) | СРСР-3              |                  | 22               |                  |                  |                  |         |         |         |         |         |
| 1986-87             | «Південний Урал» (Орськ) | СРСР-3              |                  | 13               |                  |                  |                  |         |         |         |         |         |
| 1987-88             | «Динамо» (Харків)        | СРСР-2              | 16               | 0                | 0                | 0                | 0                |         |         |         |         |         |
| 1988-89             | «Динамо» (Харків)        | СРСР                | 5                | 0                | 0                | 0                | 0                | 0       | 0       | 0       | 0       | 0       |
| 1989-90             | «Динамо» (Харків)        | СРСР                | 29               | 3                | 7                | 10               | 4                | 20      | 3       | 2       | 5       | 21      |
| 1990-91             | «Динамо» (Харків)        | СРСР-2              | 54               | 23               | 11               | 34               | 36               |         |         |         |         |         |
| 1991-92             | «Динамо» (Москва)        | СРСР                | 14               | 1                | 3                | 4                | 6                |         |         |         |         |         |
| Всього у вищій лізі | Всього у вищій лізі      | Всього у вищій лізі | 48               | 4                | 10               | 14               | 10               | 0       | 0       | 0       | 0       | 0       |
| 1992-93             | «Динамо» (Москва)        | МХЛ                 | 50               | 8                | 7                | 15               | 6                | 10      | 1       | 1       | 2       | 2       |
| 1993-94             | «Динамо» (Москва)        | МХЛ                 | 36               | 10               | 8                | 18               | 12               | 11      | 1       | 2       | 3       | 0       |
| 1994-95             | «Динамо» (Москва)        | МХЛ                 | 29               | 5                | 3                | 8                | 8                | 4       | 0       | 0       | 0       | 2       |
| 1995-96             | ««Кур»                   | НЛБ                 | 36               | 22               | 29               | 51               | 28               |         |         |         |         |         |
| 1996-97             | «Динамо» (Москва)        | Росія               | 35               | 9                | 11               | 20               | 28               | 4       | 1       | 1       | 2       | 0       |
| 1997-98             | «Динамо» (Москва)        | Росія               | 44               | 10               | 18               | 28               | 14               | 12      | 3       | 4       | 7       | 10      |
| 1998-99             | «Динамо» (Москва)        | Росія               | 30               | 7                | 4                | 11               | 2                | 16      | 3       | 4       | 7       | 4       |
| 1999-00             | «Войєнс Лайонс»          | Данія               | 41               | 25               | 35               | 60               | 65               |         |         |         |         |         |
| 2000-01             | «Крила Рад» (Москва)     | Росія-2             | 43               | 16               | 28               | 44               | 28               |         |         |         |         |         |
| 2001-02             | ХК ЦСКА (Москва)         | Росія-2             | 38               | 6                | 16               | 22               | 14               | 9       | 0       | 1       | 1       | 0       |
| 2002-03             | МДУ (Москва)             | Росія-3             | 34               | 12               | 26               | 38               | 10               |         |         |         |         |         |